# Godelieve Quisthoudt-Rowohl
Godelieve Quisthoudt-Rowohl, née le 18 juin 1947, est une femme politique allemande, membre de l'Union chrétienne-démocrate d'Allemagne, elle députée européenne de 1989 à 2019.